# Petra Ševčíková
Petra Ševčíková (* 1. September 2000 in Pilsen) ist eine tschechische Radrennfahrerin, die auf Straße und Bahn aktiv ist.

## Sportliche Laufbahn
Petra Ševčíková begann ihre sportliche Laufbahn als Schwimmerin, bei tschechischen Meisterschaften wurde sie Zehnte. Auf Dauer wurde es ihr aber zu eintönig, immer „auf die Kacheln zu schauen“, weshalb sie auf Anregung von Vater und Bruder zum Radsport wechselte. Dieser biete mehr „Action“. Sie begann, Rennen auf Straße und Querfeld zu bestreiten. Nach einer Fahrt auf einer Radrennbahn kam sie auf den Geschmack, diese Disziplin weiter zu betreiben. Zunächst startete sie für Dukla Brno, dann wechselte sie zu Dukla Prag, da für sie der Weg von ihrer Heimatstadt Beroun nach Brünn zu weit war und ihre Eltern nicht wollten, dass die damals 15-Jährige dorthin zog. Hauptsächlich wird sie von ihrem Bruder trainiert, der ein für sie maßgeschneidertes Trainingsprogramm erstellt hat. Sie gilt als „großes Talent des tschechischen Radsports“.
Ihre ersten Erfolge hatte Ševčíková auf der Bahn: 2016 und 2017 wurde sie nationale Junioren-Meisterin im Omnium, 2017 errang sie bei den Junioren-Europameisterschaften Silber im Scratch. 2018 wurde sie tschechische Junioren-Meisterin im Straßenrennen. 2019 holte sie im Punktefahren ihren ersten nationalen Titel in der Elite. 2022 wurde sie U23-Europameisterin im Scratch.

## Erfolge

### Bahn
2016
- Tschechische Junioren-Meisterin – Omnium

2017
- Junioren-Europameisterschaft – Scratch
- Tschechische Junioren-Meisterin – Omnium

2018
- Tschechische Junioren-Meisterin – Scratch

2019
- Tschechische Meisterin – Punktefahren

2020
- Tschechische Meisterin – Scratch, Mannschaftsverfolgung (mit Kateřina Kohoutková, Jarmila Machačová und Kristýna Burlová)

2021
- Tschechische Meisterin – Ausscheidungsfahren, Zweier-Mannschaftsfahren (mit Kateřina Kohoutková)

2022
- U23-Europameisterin – Scratch

2023
- Tschechische Meisterin – Ausscheidungsfahren

2024
- Tschechische Meisterin – Ausscheidungsfahren, Punktefahren, Omnium, Mannschaftsverfolgung (mit Jarmila Machačová, Gabriela Bártová und Veronika Bartoníková)

### Straße
2018
- Tschechische Junioren-Meisterin – Straßenrennen